# Kohanivka, Kameanka
Kohanivka (în ucraineană Коханівка) este o comună în raionul Kameanka, regiunea Cerkasî, Ucraina, formată numai din satul de reședință.

## Demografie
Componența lingvistică a comunei Kohanivka
     Ucraineană (98,05%)
     Rusă (1,95%)
Conform recensământului din 2001, majoritatea populației comunei Kohanivka era vorbitoare de ucraineană (98,05%), existând în minoritate și vorbitori de rusă (1,95%).